# Arrondissement Strasbourg-Campagne
Strasbourg-Campagne is een voormalig arrondissement van het Franse departement Bas-Rhin in de inmiddels opgeheven regio Elzas. De onderprefectuur was Straatsburg.

## Geschiedenis
Het arrondissement is op 1 januari 2015 opgeheven en verdeeld over de arrondissementen Haguenau, Molsheim, Saverne en het op die dag gevormde arrondissement Strasbourg.

## Kantons
Het arrondissement was samengesteld uit de volgende kantons:
- Kanton Brumath
- Kanton Geispolsheim
- Kanton Hochfelden
- Kanton Schiltigheim
- Kanton Truchtersheim
- Kanton Illkirch-Graffenstaden
- Kanton Mundolsheim
- Kanton Bischheim